# Novoukraiinka, Tomakivka
Novoukraiinka (în ucraineană Новоукраїнка) este un sat în comuna Volodîmîrivka din raionul Tomakivka, regiunea Dnipropetrovsk, Ucraina.

## Demografie
Componența lingvistică a localității Novoukraiinka
     Ucraineană (94,17%)
     Rusă (5,83%)
Conform recensământului din 2001, majoritatea populației localității Novoukraiinka era vorbitoare de ucraineană (94,17%), existând în minoritate și vorbitori de rusă (5,83%).